# John Cremona
John Joseph Cremona (* 6. Januar 1918 in Xaghra, Gozo, Malta; † 24. Dezember 2020 in Malta) war ein maltesischer Jurist, Lyriker und Sachbuchautor.

## Leben und Wirken
Er studierte an der Universität Malta, an der London School of Economics und der Sapienza-Universität in Rom und promovierte in London sowie in Rom.
Von 1957 bis 1965 war er der erste Generalstaatsanwalt Maltas, was auch die Zeit nach der Unabhängigkeit 1964 umfasst. Auch war er von 1965 bis 1971 Präsident des Obersten Gerichtshofes der Republik Malta. Er arbeitete von 1963 bis 1964 mit dem ersten Premierminister der Republik Malta, Ġorġ Borg Olivier, die Verfassung des Landes aus. Später erfolgte noch die Ernennung zum ersten Richter Maltas am Europäischen Gerichtshof für Menschenrechte, wo er es bis zum Vizepräsidenten schaffte. Für die Vereinten Nationen  war er als Vorsitzender des Ausschusses für die Bekämpfung von Rassismus tätig.
Auch als Literat war er tätig; so veröffentlichte er Bücher zum Thema der Verfassungsgeschichte Maltas und einige Gedichtbände, den ersten 1973, der sich aus Veröffentlichungen aus Literaturzeitschriften in Großbritannien zusammensetzte. Seine Verse wurden bei Lesungen durch Cecil Day-Lewis und Königin Elisabeth II. vorgetragen.
Am 24. Dezember 2020 starb John Cremona im Alter von 102 Jahren. Der Staatspräsident der Republik Malta sowie der Premierminister äußerten sich zum Tod des Juristen.

## Werke (Auswahl)
- The poems of John Cremona, 1971, Lyrik.
- Etchings in a grain of sand, 2009, Lyrik.
- The maltese constitution, Fachbuch.
- Constitutional History since 1823, Fachbuch.

## Auszeichnungen (Auswahl)
- Träger des Verdienstordens der Republik Malta
- Ritter der Ehrenlegion (Frankreich)
- Ritterkreuz des italienischen Verdienstordens
- Verdienstkreuz und Ritterschaft des Malteserordens.